# Jarmila Uhlířová
Jarmila Uhlířová, též Jarmila Anna Uhlířová (25. února 1902 Ivanovice na Hané – 4. prosince 1988 New York) byla česká a československá politička Československé strany národně socialistické a poslankyně Prozatímního a Ústavodárného Národního shromáždění. Po roce 1948 žila v exilu.

## Biografie
Vystudovala učitelský ústav v Kroměříži a později v Brně a Ostravě. V letech 1945–1946 byla poslankyní Prozatímního Národního shromáždění za národní socialisty. Zde předsedala kulturnímu výboru. V parlamentu setrvala až do parlamentních voleb v roce 1946, pak se stala poslankyní Ústavodárného Národního shromáždění za národní socialisty, kde setrvala formálně do voleb do Národního shromáždění roku 1948.
Angažovala se v Sokolu. V rámci strany byla aktivní v ženském odboru.
Po únorovém převratu v roce 1948 odešla do emigrace. Od roku 1949 zasedala v Radě svobodného Československa. V exilu žila v Londýně a v New Yorku, kde zprvu pracovala jako kuchařka v restauraci Jaroslava Vašaty, později učila po dobu 15 let na české krajanské škole.